# Ernst-Günther Müller
Ernst-Günther Müller, auch Ernst Günther Müller (* 3. Dezember 1922 in Neubrandenburg; † 2004) war ein deutscher Flottillenadmiral der Bundesmarine.

## Leben
Ernst-Günther Müller trat 1941 nach dem Abitur als Reserveoffizieranwärter in die Kriegsmarine ein. Zu Kriegsende war er als Oberleutnant zur See d. R. Kommandant eines Räumbootes.
Nach dem Krieg wurde er in einem Minenräumverband des GMSA eingesetzt.
1956 trat er in die Bundesmarine als Kapitänleutnant ein und war von Mai 1956 bis Juli 1956 und erneut von September 1958 bis Juni 1961 Kommandant des neu in Dienst gestellten Schnellbootes Sturmmöwe. Er belegte 1959/60 den 2. Admiralstabslehrgang an der Führungsakademie der Bundeswehr in Hamburg und wurde Hilfsreferent im Führungsstab der Marine. Nach der Beförderung zum Korvettenkapitän übernahm er von Oktober 1964 bis März 1967 das 5. Schnellbootgeschwader. Anschließend wurde er A3 der Schnellbootflottille und kam später als Referent wieder in den Führungsstab der Marine. Als Kapitän zur See war er vom 1. April 1976 bis 31. März 1979 Abteilungsleiter Betrieb im Marineunterstützungskommandos. Anschließend war er als Flottillenadmiral und Nachfolger von Uwe Sörensen bis 31. März 1983 Abteilungsleiter II und Admiral für Angelegenheiten der Marinerüstung im Marineamt. Anschließend ging er in den Ruhestand.
Am 2. November 1981 wurde er mit dem Verdienstkreuz 1. Klasse ausgezeichnet.